# هكتور سانابريا (لاعب كرة قدم)
هكتور سانابريا (بالإسبانية: Héctor Sanabria)‏ (17 أغسطس 1945 في المكسيك - 29 يناير 2024) هو لاعب كرة قدم مكسيكي في مركز الدفاع، شارك في الألعاب الأولمبية الصيفية 1968. وشارك مع منتخب المكسيك لكرة القدم. أما مع النوادي، فقد لعب مع نادي أونيفرسيداد ناسيونال.

## وصلات خارجية
- هكتور سانابريا على موقع قاعدة بيانات كرة القدم.إي يو (الإنجليزية)
- هكتور سانابريا على موقع ناشيونال فوتبول تيمز (الإنجليزية)
- هكتور سانابريا على موقع عالم كرة القدم.نت (الإنجليزية)
- هكتور سانابريا على موقع اللجنة الأولمبية الدولية (الإنجليزية)
- هكتور سانابريا على موقع أوليمبيديا (الإنجليزية)